# Portvakt

Livré för portvakten på Hallwylska palatset under tidigt 1900-tal.

En portvakt hade förr i tiden som huvudsaklig uppgift att elda i värmepannan, eller pannorna. Många fastigheter hade flera. Städerna saknade fjärrvärme och de fastigheter som hade centralvärme var beroende av sin egen värmepanna. Eldningen innebar ett stort arbete. Vissa värmepannor krävde att portvakten eldade en gång på natten, vilket innebar att portvakten var tvungen att gå upp en gång per natt, eller snarare tidig morgontimma (till exempel runt kl. fyra). Det eldades med ved, vilket krävde stor arbetsinsats då veden måste klyvas och kapas före eldning. Veden måste också bäras in till fastigheten. Veden var det mest arbetsintensiva bränslet till värmepannan. Ofta hjälpte barnen till att bära och kapa ved och det fanns många barn till portvakterna i de större städerna. Dessa barn kallades för portvaktsbarn. Det eldades också med kol eller koks. Det var inte lika arbetsintensivt. Ved, kol och koks ersattes senare med olja.
En portvakt hade ofta en portvaktslägenhet. Där hade portvakten lägre hyra i utbyte mot att han utförde sitt arbete. Portvaktslägenheten kunde lika gärna ligga på vinden som bredvid porten. Att vara portvakt var för många en bisyssla vid sidan av ett heltidsarbete. När olja började användas i pannorna istället för ved, kol och koks, behövdes portvakterna inte lika mycket och anledningen till att portvakterna försvann har alltså mer med oljans intrång att göra (än ekonomisk bortrationalisering).
Det finns en missuppfattning att portvaktens funktion var att enbart "låsa dörren" och "jaga ungarna på gården". En portvakt behövs även på till exempel ett ålderdomshem för att elda i värmepannan eller elda i värmepannan i hus som inte är belägna i ett kvarter (och således saknar både port till gården eller ungar på gården). Det fanns dock fastigheter som saknade centralvärme. I dessa fastigheter hade portvakten en mindre betydande roll som att låsa portarna eller andra praktiska bestyr. Det finns såklart även portvaktslägenheter med den klassiska luckan till entrén, men dessa är i minoritet. De flesta portvakter hade som huvudsysselsättning att elda i värmepannan.
Fram till 1950-talet var det mycket vanligt att det fanns portvakter i alla större hus, medan därefter bortrationaliseringen gått fort. I det moderna samhället finns yrkesgruppen portvakt ofta hos företag, där de till arbetsuppgift t.ex. har att låsa upp huvudbyggnaden och dess olika lokaler.